# إيلينا أودريا
إيلينا أودريا (بالرومانية: Elena Udrea)‏ (بالرومانية: Elena Udrea) (ولدت بتاريخ 26 ديسمبر 1973) هي سياسية رومانية.